# Superman's Pal Jimmy Olsen
Superman's Pal Jimmy Olsen è una serie a fumetti statunitense pubblicata dalla DC Comics dall'ottobre 1954 fino al marzo 1974, per un totale di 163 numeri, che presentò le avventure del comprimario di Superman, Jimmy Olsen.
Molti dei numeri presentarono il sottoporsi di Jimmy ad alcune trasformazioni di qualche sorta. Alcune di queste furono:
- Un velocista
- Un uomo elastico
- Un lupo mannaro
- Una gigante tartaruga umana
- Un porcospino umano
- Un hippie
- Un angelo
- Un tirapiedi di Darkseid
- L'anti-monitor
- Un fumettista
- Un politico
- Un gigantesco alieno verde
- Un motociclista che odia Superman
- Un mago allievo di John Constantine
- Un ladro
- Un bambino
- In un essere più piccolo di un atomo
- In un uomo-ape costretto a lavorare in un alveare e a raccogliere miele
- La nuova Presenza

## Storia
Quando Jack Kirby cominciò a lavorare per la DC negli anni settanta, insistette per lavorare a questo fumetto poiché era quello che vendeva di meno e senza assegnare talenti all'epoca, così che non sarebbe costato il lavoro a qualcuno. Durante questa serie, Kirby introdusse molti dei personaggi più noti, come i Nuovi Dei del Quarto Mondo, Darkseid, il Progetto Cadmus e Transilvane. Reintrodusse anche la Newsboy Legion e il Guardiano.
Il fumetto venne rimpiazzato da Superman Family con il n. 164, continuando la numerazione da Superman's Pal Jimmy Olsen.
Uno special autoconclusivo di Superman's Pal Jimmy Olsen fu pubblicato nel dicembre 2008, dopo la storia "Atlas", e portando alla storia Superman: Nuova Krypton.

## Raccolte in volume
- Jimmy Olsen: Adventures by Jack Kirby, Volume 1, ISBN 1563899841
- Jimmy Olsen: Adventures by Jack Kirby, Volume 2, ISBN 1401202594
- Superman: The Amazing Transformations of Jimmy Olsen, ISBN 1401213693
- Jack Kirby's Fourth World Omnibus, Volume 1, ISBN 1401213448
- Showcase Presents: Superman Family, Volume 1, ISBN 1401207871
- Showcase Presents: Superman Family, Volume 2, ISBN 1401216560
- Showcase Presents: Superman Family, Volume 3, ISBN 1401221882
- Countdown Special: Jimmy Olsen n.1: Ristampato come Jimmy Olsen n. 136 e n. 147 e 148.

## Proposte di serie TV
Nel 1959, i produttori della serie Adventures of Superman si ritrovarono ad affrontare il problema su come proseguire la serie cancellata  dopo che la star di questa, George Reeves, morì quell'estate a causa di una ferita d'arma da fuoco. Jack Larson, che recitava il ruolo di Jimmy nella serie fu avvicinato con l'idea di continuare il franchise come uno spin-off per due nuove stagioni di 26 puntate ognuna a cominciare dal 1960. Intitolata Superman's Pal Jimmy Olsen, si sarebbe concentrata su un angolo più serio della carriera emergente di Olsen come reporter e giornalista, con Larson sempre nel ruolo. Al posto di Reeves, vennero utilizzate delle scene già girate di Superman in volo o di uno stuntman che, visto solo da dietro, avrebbe interpretato l'Uomo d'Acciaio. Disgustato al pensiero che i produttori avrebbero potuto mandare veramente in onda tali scene e fare soldi con la morte di Reeves, Larson declinò l'offerta e il progetto venne accantonato sul nascere.